# Kiểm ngư Việt Nam
Kiểm ngư Việt Nam (KNVN), gọi tắt là Kiểm ngư (KN), là lực lượng chuyên trách thuộc Bộ Nông nghiệp và Phát triển nông thôn Việt Nam, được thành lập ngày 25 tháng 01 năm 2013 theo Nghị định số 102/2012/NĐ-CP của Chính phủ Việt Nam ban hành ngày 29/11/2012. Lực lượng này thực hiện chức năng tuần tra, kiểm tra, kiểm soát, phát hiện, xử lý vi phạm pháp luật và thanh tra chuyên ngành thủy sản trên các vùng biển Việt Nam. Tuy là lực lượng dân sự nhưng kiểm ngư có thể phối hợp với hải quân, biên phòng và cảnh sát biển.

## Tổ chức
Lực lượng Kiểm ngư VN được tổ chức từ Trung ương đến các Vùng. Cục Kiểm ngư có trụ sở chính tại Hà Nội; năm Chi cục Kiểm ngư Vùng trực tiếp thực hiện nhiệm vụ tuần tra, kiểm tra, kiểm soát, phát hiện, xử lý vi phạm pháp luật trên các vùng biển Việt Nam.

### Trang bị
Sáng 10/7/2013 Quốc hội đã khai mạc phiên họp thứ 19, trong đó Chính phủ đã có tờ trình đề xuất trang bị vũ khí cho lực lượng kiểm ngư. Theo đề xuất này, kiểm ngư là lực lượng hoạt động độc lập, có nhiệm vụ trực tiếp tuần tra, kiểm tra, kiểm soát, phát hiện và xử lý các hành vi vi phạm pháp luật về thủy sản trên các vùng biển Việt Nam... Đây là lực lượng thường xuyên phải đối mặt với các hành vi vi phạm pháp luật, nhưng hiện nay mới chỉ được trang bị công cụ hỗ trợ. Vì thế, Chính phủ đề nghị trang bị vũ khí quân dụng cho kiểm ngư khi thi hành nhiệm vụ. Sáng ngày 12/7/2013 UBTVQH chính thức chấp thuận đề nghị này.
28/3/2014
Ngày 15/4/2014, Bộ NN&PTNT tổ chức lễ ra mắt lực lượng Kiểm ngư VN. Kiểm ngư Việt Nam được trang bị gồm tàu cỡ lớn nhất là tàu KN-781. Đây là biến thể của thiết kế tàu tuần tra DN-2000 đóng cho lực lượng Cảnh sát biển Việt Nam với một số khác biệt nhỏ.
Ngoài ra còn có hàng loạt tàu cỡ lớn và cỡ trung, trong đó có tàu KN-762 cùng hàng loạt tàu Kiểm ngư cỡ nhỏ tại các tỉnh. Về vũ khí ngoài súng bắn đạn nhựa, hơi cay, dùi cui điện, lực lượng Kiểm ngư sẽ được trang bị thêm một số loại vũ khí quân dụng như súng ngắn, súng trường, súng liên thanh...
.
| Hình | Loại/Lớp                          | Xuất xứ         | Chức năng                    | Số lượng | Số hiệu |
| ---- | --------------------------------- | --------------- | ---------------------------- | -------- | --- |
|      | KN-2011 (biến thể của ĐN-2000)    | Việt Nam/Hà Lan | Tuần tra và tìm kiếm cứu nạn | 4        | KN-490(KN-782), KN-491(KN-784), KN-390, KN-290(KN -781) |
|      | Trường Sa                         | Việt Nam        | Tuần tra và tìm kiếm cứu nạn | 3        | 628, 629, 630 |
|      | KN-750                            | Việt Nam        | Tuần tra và tìm kiếm cứu nạn | 50       | 260, 261, 262, 263, 264, 265, 266, 267, 268, 269, 270, 271, 272, 273, 274, 275, 276, 277, 360, 361, 362, 363, 364, 365, 366, 367, 368, 369, 370, 371, 372, 373, 374, 375, 460, 461, 462, 463, 464, 465, 466, 467, 468, 469, 470, 471, 472, 473, 474, 475 |
|      | KN-6000 (biến thể của KN-750)     | Việt Nam        | Tuần tra và tìm kiếm cứu nạn | 2        | 168, 568 |
|      | KOEI, HAYATO, YUHZAN-MARU, FUKUEI | Nhật Bản        | Tuần tra và tìm kiếm cứu nạn | 6        | 102, 198 (ex-585), 582, 586, 595, 596 |
|      | TK-1482C                          | Việt Nam        | Tuần tra và tìm kiếm cứu nạn | 72+      | 204, 205, 206, 207, 208, 209, 210, 211, 212, 213, 214, 215, 216, 217, 218, 219, 220, 221, 222, 305, 313, 314, 315, 316, 317, 318, 319, 320, 310, 322, 323, 324, 408, 409, 410, 411, 412, 413, 414, 415, 416, 417, 418, 419, 420, 635, 761, 762, 763, 764, 765, 766, 767, 768, 769, 770, 771, 772, 773, 774, 775, 806, 807, 808, 809, 810, 812, 817, 818, 822, 828, 835, 836, 838, 840, 841, 842, 855, 856, 858, 865, 859, 860, 865.... |
|      | KN-3600                           | Việt Nam        | Tuần tra và tìm kiếm cứu nạn | 5        | 106, 108, 506, 508+1 |

### Cục Kiểm ngư

#### Lãnh đạo Cục
- Cục trưởng: Nguyễn Quang Hùng
- Phó Cục trưởng:

1. Dương Văn Cường

#### Các tổ chức tham mưu
- Văn phòng Cục
- Phòng Kế hoạch, Tài chính
- Phòng Tổ chức và Xây dựng lực lượng
- Phòng Nghiệp vụ Kiểm ngư
- Phòng Pháp chế, Thanh tra
- Phòng Bảo vệ và Phát triển nguồn lợi thủy sản
- Phòng Khoa học công nghệ và Hợp tác quốc tế

#### Các Chi cục trực thuộc
- Chi cục Kiểm ngư Vùng I, trụ sở đặt tại thành phố Hải Phòng
- Chi cục Kiểm ngư Vùng II, trụ sở tại tỉnh Quảng Nam
- Chi cục Kiểm ngư Vùng III, trụ sở tại tỉnh Khánh Hòa
- Chi cục Kiểm ngư Vùng IV, trụ sở tại tỉnh Bà Rịa - Vũng Tàu
- Chi cục Kiểm ngư Vùng V, trụ sở tại tỉnh Kiên Giang

#### Đơn vị sự nghiệp công lập
- Trung tâm Thông tin Kiểm ngư

## Các nhiệm vụ chấp pháp, đấu tranh và đụng độ nổi bật trên biển

### Trung Quốc

#### Vụ HD-981
Mới chính thức thành lập được nửa tháng thì vào ngày 01/05/2014, Kiểm ngư Việt Nam đã phát hiện giàn khoan dầu Hải Dương 981 và lực lượng bảo vệ của Trung Quốc tiến hành khoan thăm dò tại một vị trí cách đảo Tri Tôn thuộc quần đảo Hoàng Sa 17 hải lý về phía nam, nằm trong vùng đặc quyền kinh tế của Việt Nam. Theo thông tin do báo "die Welt" của Đức lấy từ Phó tư lệnh tham mưu trưởng Cảnh sát biển Việt Nam Ngô Ngọc Thu tại buổi họp báo quốc tế chiều 7/5, Việt Nam đã gửi tổng cộng 29 tàu, gồm tàu của lực lượng Cảnh sát biển và tàu của Kiểm ngư Việt Nam, đấu tranh buộc giàn khoan của Trung Quốc phải rời khỏi vùng biển Việt Nam.
Phía Trung quốc từ ngày 2 cho tới 5/5 đã dùng tàu đâm húc nhiều lần và phun nước áp lực cao làm hư hại 8 tàu Kiểm ngư Việt Nam. Có sáu kiểm ngư viên Việt Nam bị mảnh kính văng vào gây thương tích phần mềm.

#### Các sự kiện đối đầu Việt - Trung sau năm 2014
Sau sự kiện HD-981, Việt Nam và Trung Quốc liên tục có các pha đụng độ ở khu vực Vùng đặc quyền kinh tế của Việt Nam nhưng may mắn là đã chưa có va chạm xảy ra. Trong đó có sự kiện ngày 26 tháng 3 năm 2023 khi tàu KN-278 đã di chuyển ở hướng đối đầu với tàu Hải cảnh Trung Quốc với khoảng cách chỉ 10m nhưng chưa va chạm, đánh dấu sự kiện căng thẳng và nguy hiểm hiếm hoi giữa 2 bên 2 bên

### Indonesia
Nhằm ngăn chặn phía Indonesia bắt giữ tàu và ngư dân Việt Nam ở vùng chồng lẫn giữa Indonesia và Việt Nam, vào ngày 28 tháng 4 năm 2019, tàu KN-213 của Kiểm ngư Việt Nam đã chủ động đâm vào mạn trái của tàu hộ vệ săn ngầm KRI Tjiptadi của Hải quân Indonesia, thành công trong việc giải thoát 2 trong số 14 ngư dân của phía Việt Nam; trong khi một tàu KN khác chủ động tìm cách đánh chìm chính tàu cá của phía Việt Nam để phía Indonesia không thể thu giữ.
Đây không phải là vụ việc duy nhất mà lực lượng KNVN can thiệp để giải cứu ngư dân khỏi các hoạt động bắt giữ gây bất đồng từ phía Indonesia.

### Malaysia
Kiểm ngư Việt Nam đã có ít nhất 2 lần đối đầu với Tuần duyên Malaysia để giải cứu các tàu cá và ngư dân Việt Nam bị bắt trong vùng chồng lấn.

## Nhận xét

### Trung Quốc
Trả lời phỏng vấn Thời báo Hoàn Cầu, Đái Húc - một Đại tá không quân Trung Quốc - bình luận: "Việt Nam thành lập lực lượng Kiểm ngư là nhằm đối phó với Hải giám và Ngư chính Trung Quốc. Trên thực tế, Kiểm ngư Việt Nam là lực lượng bán quân sự được thành lập một mặt nhằm giảm thiểu tối đa rủi ro xảy ra xung đột quân sự với Trung Quốc, một mặt gia tăng tần suất phát sinh va chạm với Trung Quốc. Có thể dự đoán, những vụ va chạm trên Biển Đông trong tương lai sẽ gia tăng nhưng sẽ không dẫn đến xung đột quân sự."